# Mammillaria anniana
Mammillaria anniana är en kaktusväxtart som beskrevs av Charles Edward Glass och R.A. Foster. Mammillaria anniana ingår i släktet Mammillaria och familjen kaktusväxter. Inga underarter finns listade i Catalogue of Life.